# Paolo Rossi (politico 1900)
Paolo Rossi (Bordighera, 15 settembre 1900 – Lucca, 24 maggio 1985) è stato un giurista e politico italiano, giudice costituzionale dal 1969 al 1979 e presidente della Corte costituzionale dal 18 dicembre 1975 al 9 maggio 1978.

## Biografia
Paolo Rossi nacque il 15 settembre 1900 a Bordighera, in provincia di Imperia, figlio del noto avvocato penalista genovese Francesco (1863-1948) e di Iride Garrone. Appartiene a una famiglia ligure colta e progressista, sua cugina è Maria Vittoria Rossi, scrittrice e giornalista di grande temperamento più conosciuta con il nome di Irene Brin.
Il giovane decide di seguire le orme paterne e, laureatosi all'Università degli Studi di Genova, s'iscrive all'albo degli avvocati della Corte d'Appello di Genova a soli 21 anni e a 28 anni s'iscrive all'albo della Corte di cassazione.
Perseguitato dai fascisti, nel 1926 gli venne distrutto ed incendiato lo studio di via Roma a Genova.
Nel 1932 scrive il suo primo libro "La pena di morte e la sua critica", che sara bloccato dalla censura perché contrario alla pena di morte sostenuta dal regime fascista.
Si sposa con Giuseppina Bagnara, detta Giugi, conosciuta a Bordighera, e da lei ha due figlie, la scrittrice Francesca Duranti (nata Maria Francesca Rossi) e Marina Rossi.
Nel 1937 scrive il suo secondo libro "Scetticismo e dogmatica nel diritto penale", anch'esso censurato per le sue idee troppo progressiste. Durante la guerra la famiglia trasloca vicino a Lucca, a Gattaiola. In quegli anni si unì alla Resistenza, nel gruppo del Comitato di Liberazione Nazionale, e con la moglie riesce a salvare molti giovani dalle retate fasciste.

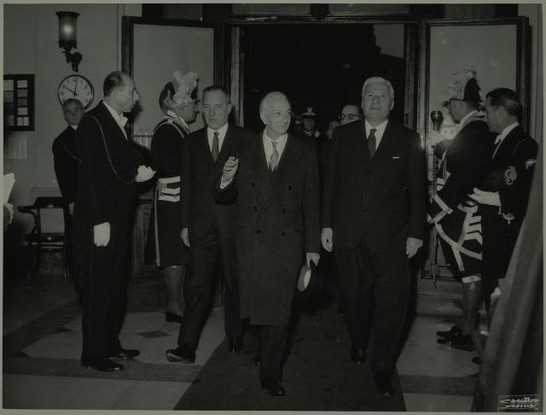
Paolo Rossi con Alessandro Buttè e il Presidente della Repubblica Antonio Segni nel 1963

Nel 1948 pubblica il suo libro "I partiti contro la democrazia" e poco tempo dopo viene nominato professore di diritto penale all'Università di Pisa.
Il 15 ottobre 1947 diventa membro della Costituente e della seconda Sottocommissione della Commissione per la Costituzione. Fu inoltre componente del Comitato di redazione per il coordinamento degli articoli del testo costituzionale. Lo stesso anno diventa Professore di Diritto Penale all'Università di Genova.
Membro di spicco del Partito Socialista Democratico Italiano, è eletto deputato nelle prime quattro legislature, nella prima in sostituzione del defunto Giovanni Battista Pera, e assume, in due di esse, la vicepresidenza della Camera oltre alla presidenza di alcune Commissioni d'indagine. È anche Ministro della Pubblica Istruzione dal 6 luglio 1955 al 19 maggio 1957 nel primo governo Segni. Nel 1958 è nominato vicepresidente della Camera dei deputati, e nel 1961 Presidente della Commissione sui problemi dell'Alto-Adige.
È il primo presidente della Commissione parlamentare Antimafia (nella III legislatura dal 14 febbraio al 15 maggio 1963) che allora si chiamava Commissione parlamentare d'inchiesta sul fenomeno della mafia in Sicilia.
È nominato giudice costituzionale dal Presidente della Repubblica Italiana Giuseppe Saragat il 2 maggio 1969, prestò giuramento il 9 maggio 1969 e fu eletto presidente della Consulta il 18 dicembre 1975. Cessò dalla carica il 9 maggio 1978 (come giudice fu prorogato al 2 agosto 1979). Come giudice costituzionale, tra l'altro, redasse la celebre sentenza n. 27 del 1975, che dichiarò la parziale illegittimità costituzionale dell'articolo 546 del codice penale, che puniva l'aborto: in quella sentenza, Rossi scrisse che l'embrione non è ancora persona.
Fu autore di molti testi, sia in campo giuridico che in quello politico. Dal 1970 al 1973 pubblica una raccolta di quattro volumi sulla storia d'Italia, intitolata "Storia d'Italia dal 476 ai giorni nostri".
Fu anche presidente generale del Corpo Nazionale Giovani Esploratori Italiani (CNGEI).
Negli ultimi anni della sua vita partecipò alla revisione del Concordato, firmato il 18 febbraio 1984 a Palazzo Madama da Bettino Craxi per la Repubblica italiana e dal cardinale Agostino Casaroli per lo Stato Vaticano.
Muore a Lucca il 24 maggio 1985 e riposa nel piccolo cimitero di Gattaiola.

## Opere principali
- P. Rossi, La pena di morte e la sua critica, Genova, Bozzi Succ. Lattes, 1932. ISBN non esistente
- P. Rossi, Scetticismo e dogmatica nel diritto penale, Messina-Milano, 1937. ISBN non esistente
- P. Rossi, Lineamenti di diritto penale costituzionale, Palermo, Priulla, 1953. ISBN non esistente
- P. Rossi, I partiti contro la democrazia, 1945. ASIN : B0017VJ10M
- P. Rossi, Storia d'Italia dal 476 ai giorni nostri, Moderne Canesi 1970-1973. ASIN: B00LJ1FI6K